# Nogitsune
Le Nogitsune (野狐, « renard sauvage »), plus communément désigné sous le nom de Yako, est une forme d'esprit-renard du folklore japonais (bake-kitsune). Le terme fait généralement référence aux renards ordinaires, il s’agit du stade d’esprit-renard le plus bas, non associé aux divinités. Avant l'époque de Muromachi, ils étaient désignés sous le nom de yakan (野犴).
Le terme yako pouvait également s’écrire avec ces combinaisons de caractère 野狛 et 野狗, le dernier pouvait également se prononcer yaku, et référait également à des variétés de chiens sauvages ou errants.

## Description

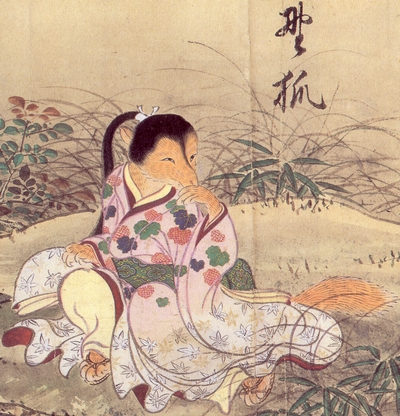
Illustration d’une yako déguisée en femme par Takayuki Sawaki dans le Hyakkai-zukan.

En dépit de leur rang, les yako possèdent néanmoins des pouvoirs de métamorphose, et peuvent se changer en humains. Le Hitokuni-ki (人国記), un recueil de chroniques du Japon, publié vers le XVIe siècle, raconte que de nombreux yako vivent dans le Shinda Myojine de la province d'Izumi, dans la préfecture d'Osaka. Ils s’amusaient à jouer des tours aux humains.
Du fait que les yako étaient avant tout caractérisés comme étant des renards tout à fait normaux, ils étaient communément et systématiquement désignés simplement sous le terme de "renard" (kitsune en japonais). Ce qui a fait que dans l'imaginaire populaire à l’étranger, le terme "kitsune" et le renard au Japon, faisant systématiquement référence à un esprit-renard.
Le terme de "renard sauvage" était utilisé au cours de la période Edo, pour marquer un contraste avec une autre forme d’esprit-renard, plus éveillée sur le plan spirituel. Kién Minagawa place les yako dans le rang le plus bas, suivi des kiko (気狐 ; « renards de l’air »), des tenko (天狐 ; « renards célestes »), ainsi que des kūko (空狐 ; « renards de la vacuité ») au sommet de la hiérarchie des esprits-renards, suivant ce que les croyants de l’époque décrivaient dans Yūhisai Sakki (有斐斎箚記 ; « Notes de l’atelier Yūhisai »).
Dans un essai de la même période, le Miyakawa Sha-Manpitsu (宮川舎漫筆 ; « Notes de Miyakawa »), il est dit qu’il existerait deux types de Yako, l’un prêchant la bonne parole, l’autre causant le trouble autour de lui. Mais la plupart des théories religieuses sur le sujet, relient les renards prêchant la bonne parole aux autres formes esprits-renard plus élevées spirituellement, comme les zenko (善狐 « bons renards »), dont ils sont considérés comme l’opposé.

## Lakitsunetsukiduyako
La kitsunetsuki est une forme de possession infligée par les esprits-renards au Japon, pouvant parfois être associé à des formes spécifiques. Chez le yako, il est désigné, dans les régions sur l’île de kyūshū, sous le nom de yakotsuki (憑狐憑き) ou encore de tsukotsuki (憑こ憑き). Cela s’exprime par la disparition du renard jeteur de possession par l’apparition d’une petite créature vulpine dont la taille est à mi-chemin entre celle d’un petit chat et d’un rat dont la fourrure est de couleur noire ou blanche. Dans les environs de Hirado (préfecture de Nagasaki) une forme de possession est appelée yako no Senryore (ヤコの千匹連れ ; "prosession des milles yako" ), ce qui a conduit à l’impression populaire selon laquelle les renards se déplaceraient en grand nombre.
Dans les régions de l’Ouest du Japon, comme les préfectures de Nagasaki et de Saga, ou encore dans celle du Nord de Kyūshū, les possessions infligés par ces renards étaient associées à de véritables maladies selon la médecine traditionnelle.
Sur l'île Iki, où elle est également désignée sous le nom de yakō, la possession prend alors l’apparence d’une créature semblable à un petit mustélidé. Caché sous l'aisselle de sa victime, si celui-ci lèche les brûlures ou les cicatrices de la petite vérole, la victime en mourrait. C'est pourquoi ceux qui étaient atteints de la variole se protégeaient en se mettant sous une moustiquaire, en répandant des cendres de tiges de chanvre autour d'eux, ou en plaçant des épées pour empêcher le yakō d’entrer.
Dans le Sud de Kyūshū, il est dit que les possessions de yako se transmettent par l’héritage familial, affectant toute une lignée. Si le yako ne se sent pas assez bien nourri, il peut parfois s’en prendre au bétail et aux chevaux. Les yako sont plus enclins à venir posséder les personnes qu’ils jugent antipathiques. Dans la préfecture de Kagoshima, au quartier d'Ibusuki, dans la préfecture de Nagano, à Kiiri, la ville de Nagano (aujourd'hui Kagoshima), il était dit que cette possession rendrait ses victimes à moitié malades.